# Mr. Church
Pour les articles homonymes, voir Church.
Pour plus de détails, voir Fiche technique et Distribution.
Mr. Church est un film américain réalisé par Bruce Beresford, sorti en 2015.

## Synopsis
Dans les années 1970, Henry Church est cuisinier à domicile. Il va se retrouver pendant six mois au chevet d'une jeune femme et de sa mère, atteinte d'un cancer. 

## Fiche technique
- Titre : Mr. Church
- Réalisateur : Bruce Beresford
- Scénario : Susan McMartin
- Directeur de la photographie : Sharone Meir
- Décors : Keri Dillard Ambrosino et Lisa Son
- Montage : David Beatty
- Compositeur : Mark Isham
- Producteurs : David Buelow, Mark Canton, Lee Nelson et Courtney Solomon
- Sociétés de production : Cinelou Films, Envision Media Arts, Shenghua Entertainment, Voltage Pictures
- Pays de production :  États-Unis
- Budget : 8 millions de dollars
- Genre : Comédie dramatique
- Durée : 104 minutes
- Date de sortie :
  - États-Unis : 18 septembre 2015

## Distribution
- Eddie Murphy (VFB : Jean-Michel Vovk) : Henry Joseph Church
- Britt Robertson (VFB : Claire Tefnin) : Charlotte Brooks
- Natascha McElhone : Marie Brooks
- Xavier Samuel (VFB : Alexandre Crépet) : Owen
- Lucy Fry : Poppy
- Christian Madsen : Eddie Larson
- Mckenna Grace : Izzy
- Thom Barry : Frankie Twiggs

## Production
Le film est annoncé en 2014. Il est produit par des sociétés indépendantes pour un budget modeste de 8 millions de dollars. Le réalisateur chevronné Bruce Beresford est annoncé pour diriger Samuel L. Jackson et Juno Temple. À la suite du désistement de Samuel L. Jackson, Eddie Murphy est choisi en octobre 2014. Le film sera l'occasion d'un retour inattendu pour l'acteur, dans un film dramatique après 4 années d'absence des écrans. Ce sera également son premier vrai film "indépendant", et le plus petit budget de sa carrière. En novembre 2014, c'est Britt Robertson qui rejoint la distribution, à la place de Juno Temple.
Le tournage a lieu à Los Angeles.

## Accueil
À la sortie du film, la prestation d'Eddie Murphy est saluée par la critique, mais le film est un lourd échec au box-office ne récoltant que 685 780 $.